# Palazzo dei Signori della Missione
Il Palazzo dei Signori della Missione, o Palazzo dei Padri della Missione, è un imponente edificio del XVIII secolo che sorge di fronte alla Basilica di San Pellegrino Laziosi, a Forlì.
Il Palazzo, i cui lavori di costruzione durarono dal 1713 al 1742, fu voluto dal cardinale Fabrizio Paolucci (1651-1726) perché fosse la sede dei Padri della Congregazione della Missione di San Vincenzo de' Paoli.
L'edificio, sopraelevato di un piano nel 1770, presenta oggi quattro piani ed una corte interna; la facciata, come tradizione consolidata a Forlì, è in cotto, dal tipico colore rosso forlivese. La cappella interna, su disegno di Giuseppe Merenda, fu realizzata nel 1721.
Durante l'occupazione francese, a seguito della soppressione degli ordini religiosi, il Palazzo divenne una caserma; dopo il ritorno della città allo Stato della Chiesa, fu acquistato dal Comune, che vi collocò la nuova sede del Ginnasio-Liceo Classico (istituito nel 1764 da Cesarini-Mazzoni): l'edificio, pertanto, è stato a lungo conosciuto anche come il Palazzo degli Studi.
Successive destinazioni della costruzione furono di essere sede della Biblioteca Civica (dal 1836), poi della Pinacoteca civica (dal 1838) e dei Musei civici (dal 1910). Trasferiti (1922) questi istituti nel Palazzo dell'Antico Ospedale, o Palazzo del Merenda, l'edificio tornò sede di scuole.
Nel 1872, presso l'Istituto, vi fu fondata, con Regio Decreto, la Stazione Agraria Sperimentale di Forlì, oggi Unità di Ricerca per la Frutticoltura di Forlì, con sede a Magliano di Forlì. Attualmente, è la sede della provincia di Forlì-Cesena. In quanto tale, è noto anche come Palazzo della Provincia.